# Лебаґатуре
Лебаґатуре (груз. ლებაღათურე) — село в Грузії.
За даними перепису населення 2014 року в селі проживає 248 осіб.